# Западный (стадион, Мариуполь)
Стадион «Западный» — спортивное сооружение в Мариуполе, вместимостью 3063 человека.
Стадион был построен в 2005 году.
При подготовке к юношеского чемпионата Европы до 19 лет стадион был реконструирован: размеры футбольного поля увеличены до 105×68 м в соответствии со стандартами УЕФА, приобретено и установлено электронное информационное табло, увеличены раздевалки и душевые комнаты для команд, пристроены дополнительные помещения в административно-бытовом комплексе (конференц-зал, комнаты допинг-контроля и медперсонала), а также благоустроена близлежащая территория. С 21 июля по 2 августа 2009 года на стадионе прошли 3 матча группового этапа чемпионата.